# 广钢新城车辆段
广钢新城车辆段是广州地铁10号线的车辆基地，位于中国广东省广州市荔湾区。车辆段与西北侧的西塱站接轨。

## 简介
广钢新城车辆段占地面积约42公顷，建筑面积9.57万平方米，盖板面积17.7万平方米，承担着十号线配属列车的定临修、三月检、双周检、列检、停放及洗刷清扫等日常维修和保养任务。
广钢新城车辆段预留了上盖物业开发条件，紧邻车辆段南侧的10号线花围站将作为配套车站。此外，车辆段中部上方亦预留高架路桥及匝道供崇文四路和环翠北路延线上跨使用。

## 历史
车辆段于2020年8月启动建设。段内综合楼于2023年1月封顶，车辆段于2024年8月完成主体结构施工。
2024年10月，10号线首列列车10x003-004运抵车辆段调试。车辆段随后于12月31日完成“三权”移交。
2025年6月29日，随着10号线西塱—杨箕东段开通而启用。